# Stonehouse Bay
Stonehouse Bay är en vik i Antarktis. Den ligger i Västantarktis, på östkusten av Adelaide Island, väster om Laubeuffjorden, mellan Hunt Peak och Sighing Peak. Argentina, Chile och Storbritannien gör anspråk på området.
Stonehouse Bay är cirka 9 km bred. Den upptäcktes under den franska Antarktisexpeditionen 1909 som leddes av polarforskaren Jean-Baptiste Charcot. 
Stonehouse Bay är uppkallad efter den brittiske polarforskaren Bernard Stonehouse (1926–2014), som undersökte viken 1948.
Adelaide Islands största glaciär, Shambles Glacier, kalvar i Stonehouse Bay.